# Bernadeinkopf
Der Bernadeinkopf ist ein 2143 m ü. NHN hoher Berg im Massiv der Alpspitze im Wettersteingebirge in Bayern. Bekannt ist er durch den Klettersteig namens Mauerläufersteig, der durch seine Nordwand führt.

## Lage und Umgebung
Der Bernadeinkopf liegt östlich unterhalb des Ostgrates der Alpspitze, der sich weiter nach Osten in den Bernadeinwänden fortsetzt. Während die Nordseite von steilen Felswänden geprägt ist, ist der Bernadeinkopf südseitig relativ flach und fällt mit moderaten Steigungen zum 1921 m hoch gelegenen Stuibensee hin ab.

## Wege
Durch die steilen Nordwände führt ein Schöngänge genannter alpiner Steig. Auch die Südseite des Berges oberhalb des Stuibensees ist durch Wanderwege erschlossen. Von Süden her kann der Bernadeinkopf im Winter auch als Skitour bestiegen werden.
Der Mauerläufersteig ist ein im Sommer 2009 eröffneter Klettersteig der Schwierigkeitsstufe D–E. Er führt fast senkrecht von etwa 1900 m am Fuß der Bernadein-Nordwand über circa 400 Klettermeter auf den Gipfel des Bernadeinkopfes. Der Steig kommt fast ohne künstliche Tritte aus. 400 Meter Stahlseil sind teilweise so weit vor dem Fels gespannt, dass die Wirkung von Überhängen entsteht. Erbaut wurde der Klettersteig im Auftrag der Bayerischen Zugspitzbahn Bergbahn AG, von deren Bergstation am Osterfelderkopf der Einstieg in einer halben Stunde zu erreichen ist. Als Rückweg vom Gipfel des Bernadeinkopfes wählt man den Nordwandsteig oder geht über die Geröllfelder der Schöngänge zurück zum Osterfelderkopf. Geeignete alpinistische Ausrüstung (Klettersteigset und Helm) und entsprechendes Schuhwerk sind erforderlich. Eine Einkehrmöglichkeit besteht bei der Gaststätte am Osterfelderkopf auf 2030 m.

## Karte
- BLVA UK L 31, Werdenfelser Land (1:50.000)

## Bildgalerie

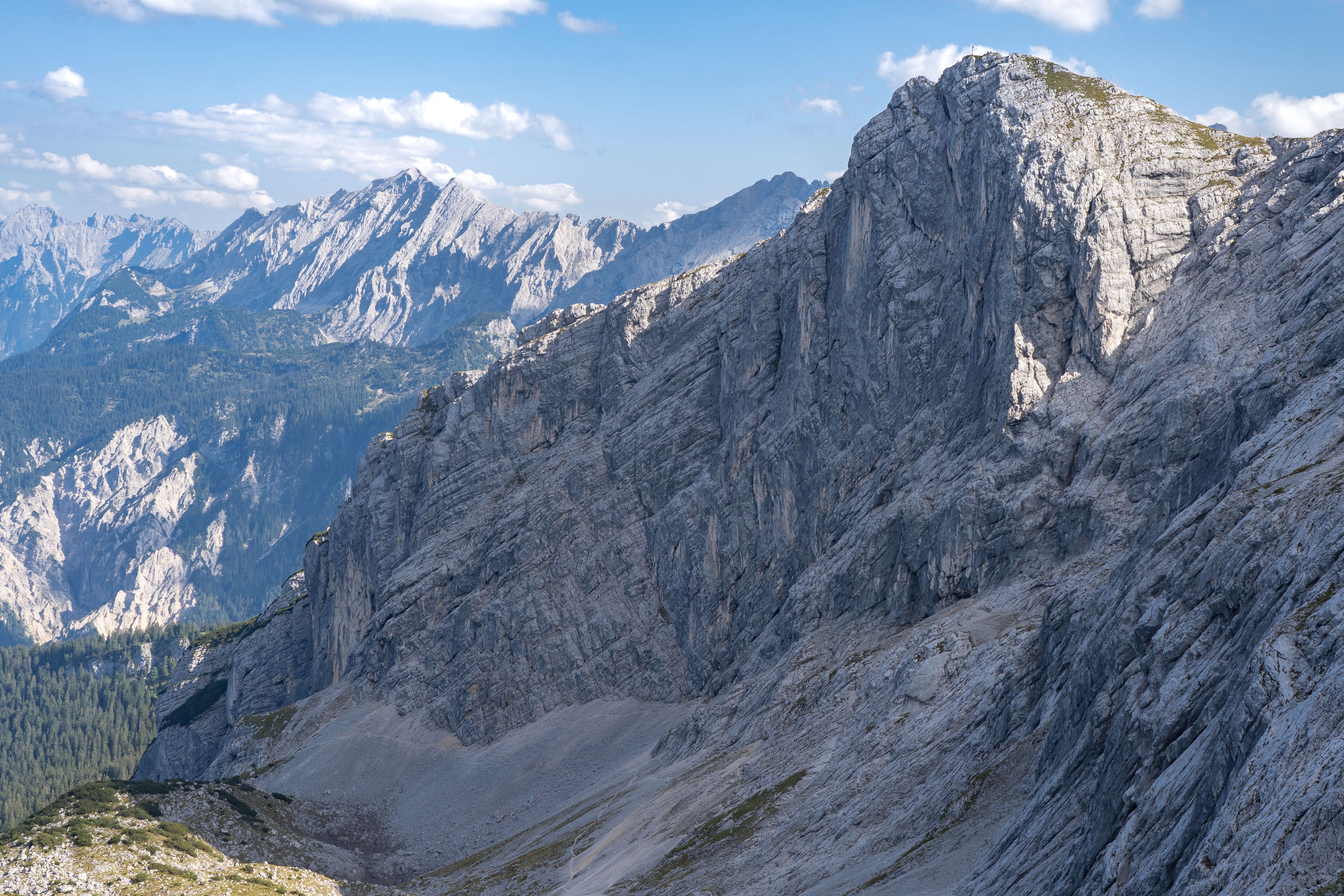
Bernadeinwand, östlich der Alpspitze
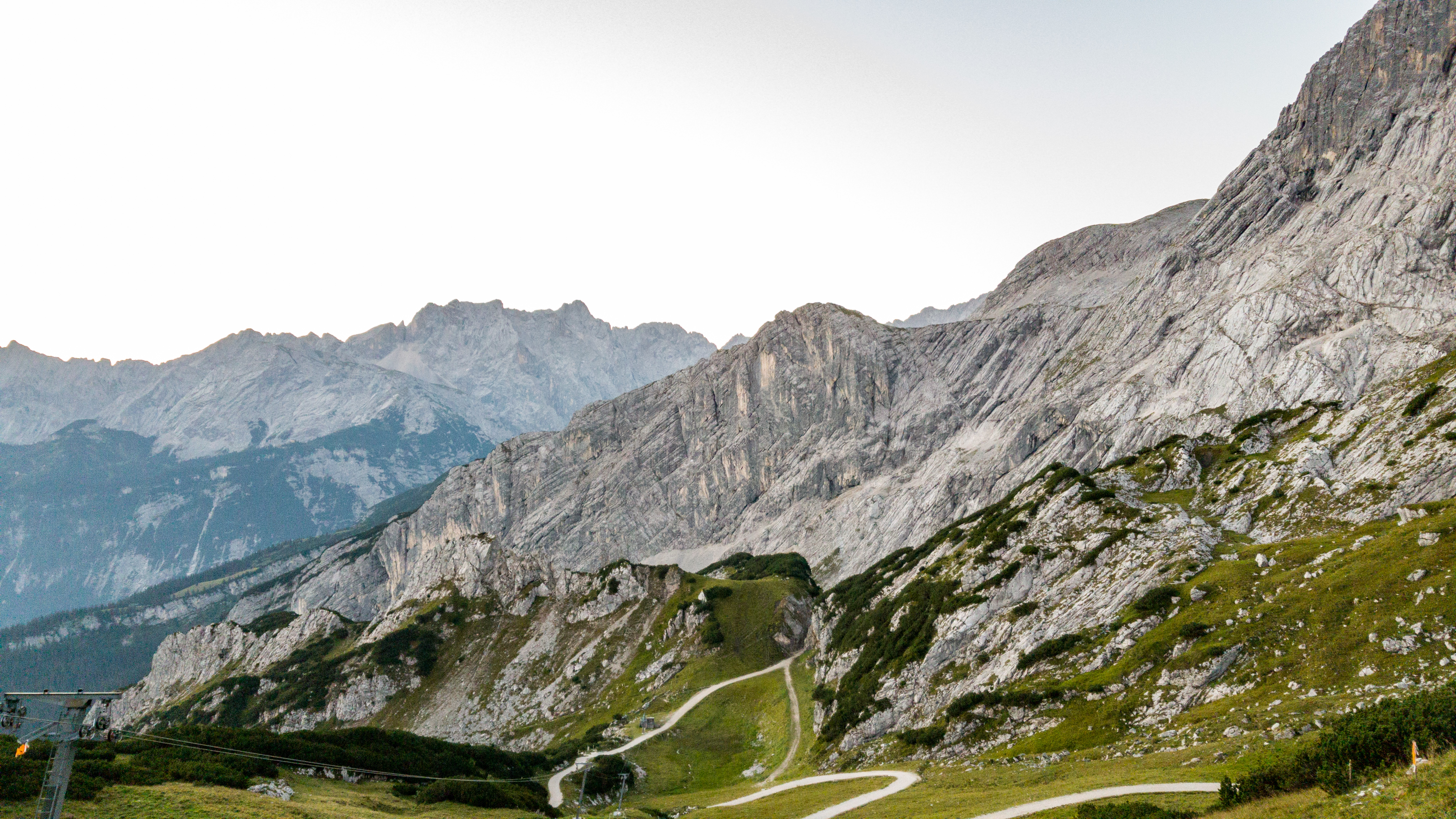
Bernadeinwand, direkt neben der Alpspitze
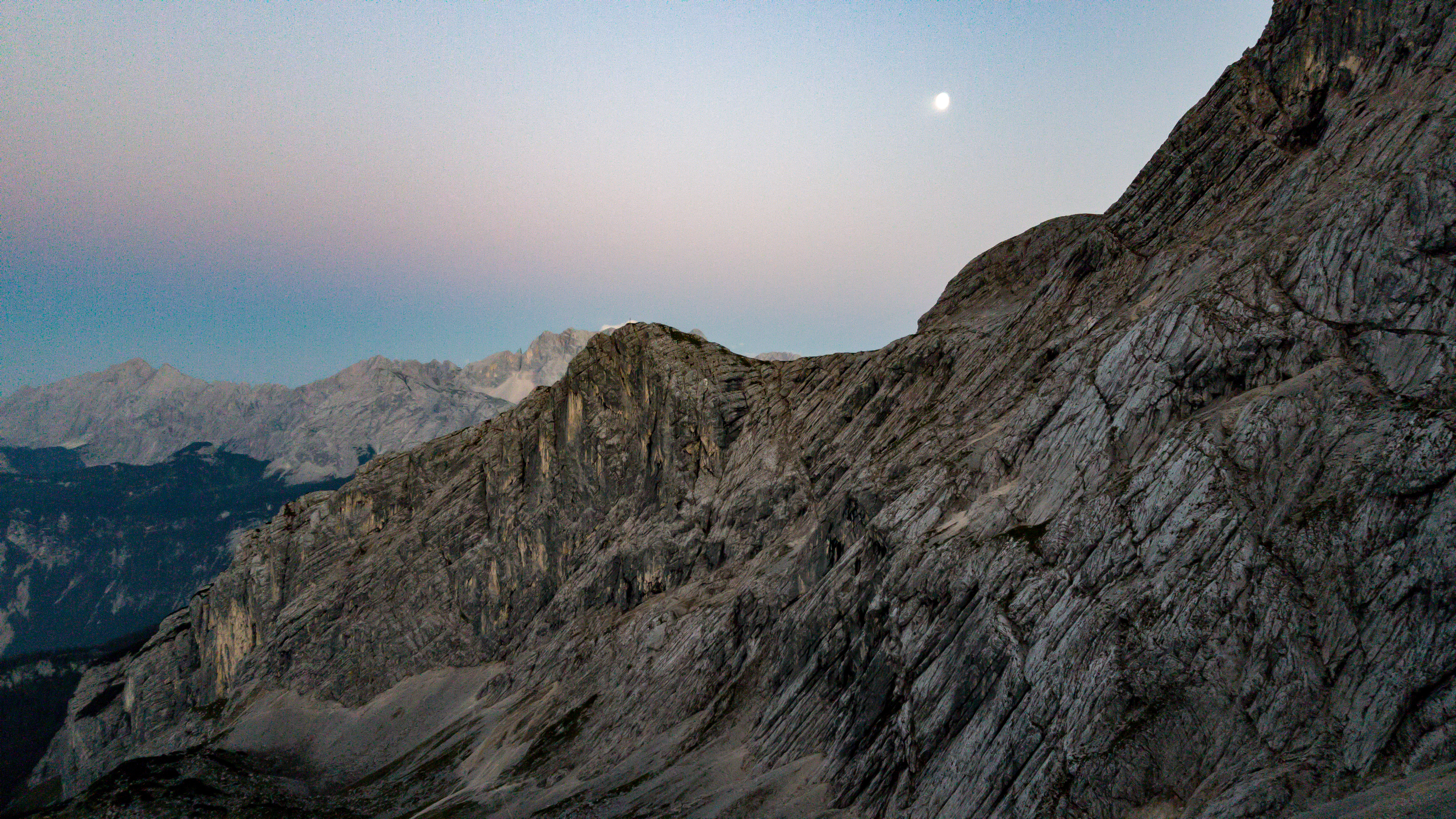
Bernadeinwand im Sonnenuntergang
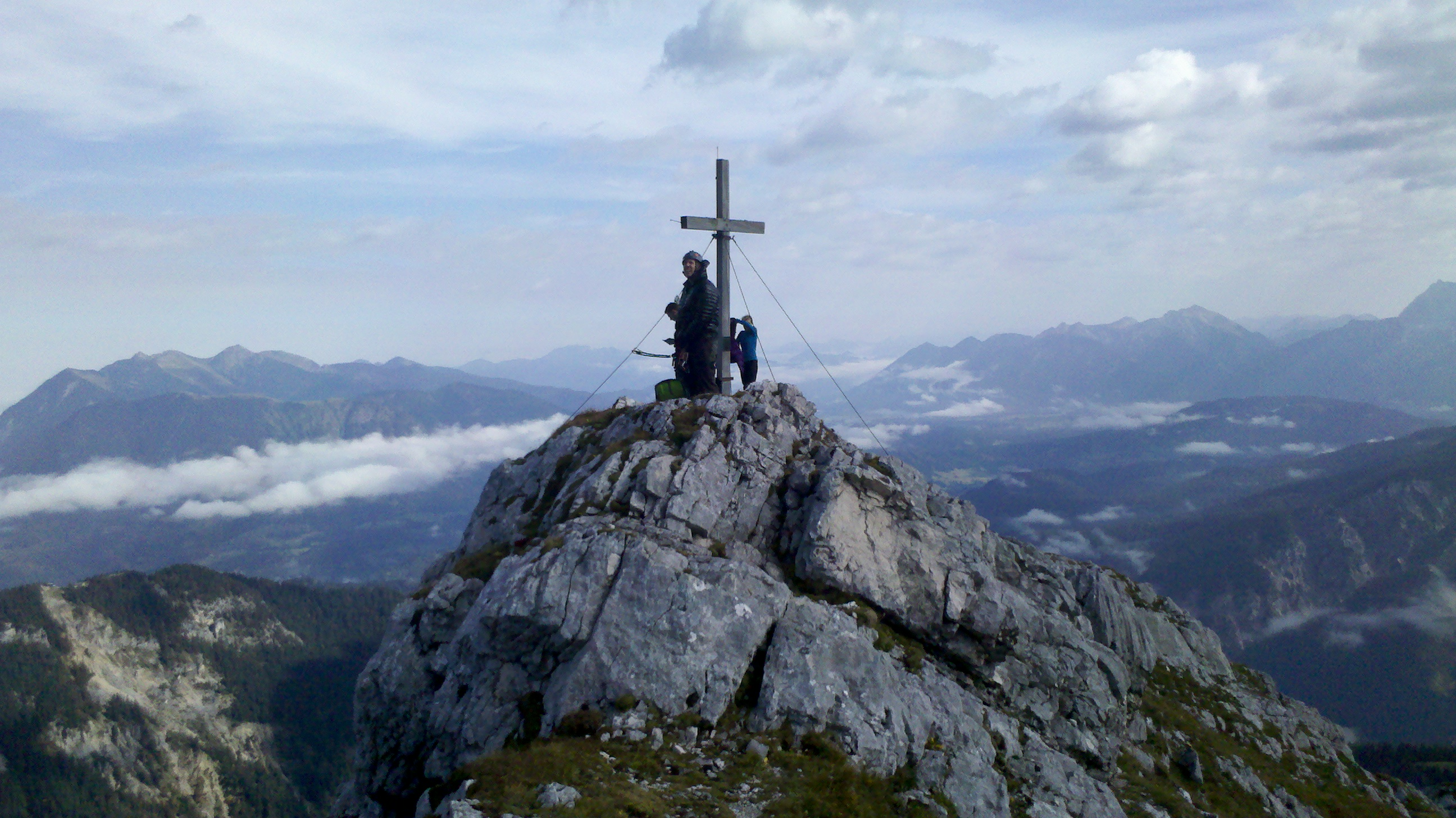
Gipfelkreuz